# Іштван Сабо (режисер)
І́штван Са́бо (угор. Szabó István; * 18 лютого 1938, Будапешт) — угорський кінорежисер та сценарист єврейського походження, з кінця 1960-х є одним із найвідоміших угорських кінорежисерів. Його фільми відносять до традиційного європейського авторського кіно, втім в них відображено специфіку психологічних та політичних конфліктів історії Центральної Європи. Фільм «Мефісто» 1981 року здобув «Оскара» в категорії Найкращий фільм іноземною мовою. Відтоді більшість фільмів Сабо було знято за співпраці з різними європейськими студіями. Все ж він продовжив знімати фільми й угорською мовою, а до міжнародних робіт залучав угорських акторів.

## Фільмографія

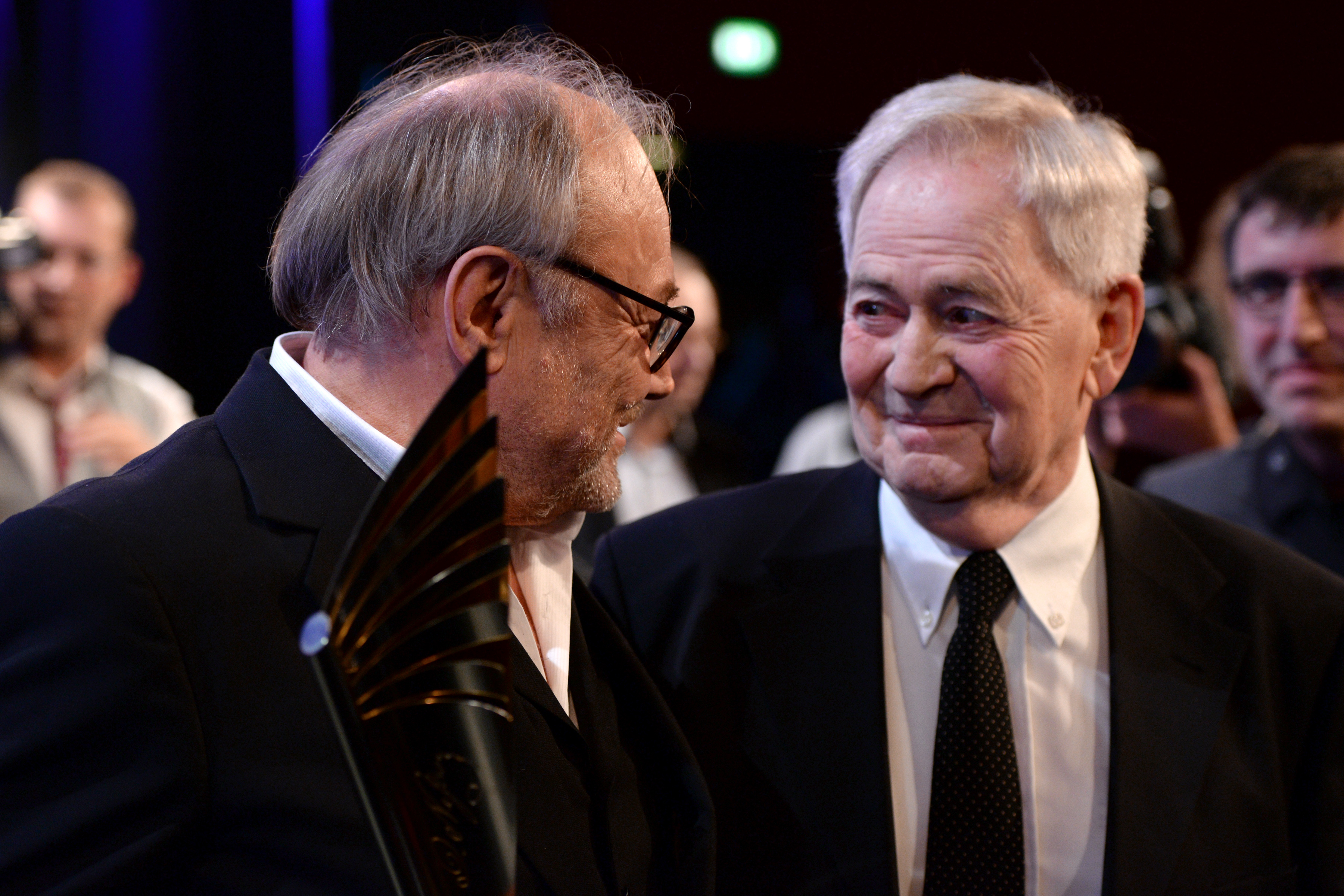
Клаус Марія Брандауер та Іштван Сабо на церемонії вручення премії Verleihung des Nestroy, 2014

- 1964: Пора мрій / Álmodozások kora
- 1966: Батько / Apa
- 1970: Szerelmesfilm
- 1976: Будапештські казки / Budapesti Mesék
- 1980: Bizalom
- 1980: Der grüne Vogel
- 1981: Мефісто / Mephisto
- 1983: Bali
- 1984: Полковник Редль / Redl ezredes
- 1988: Гануссен / Hanussen
- 1991: Találkozás Vénusszal
- 1991: Édes Emma, drága Böbe
- 1999: A napfény íze
- 2001: Taking sides
- 2004: Being Julia